# Deraulax versicolor
Deraulax versicolor är en insektsart som beskrevs av Victor Antoine Signoret 1860. Deraulax versicolor ingår i släktet Deraulax och familjen Ricaniidae. Inga underarter finns listade i Catalogue of Life.